# Gore Vidal
Eugene Luther Gore Vidal, ursprungligen Eugene Louis Vidal, född 3 oktober 1925 på West Point i delstaten New York, död 31 juli 2012 i Los Angeles i Kalifornien, var en amerikansk författare, essäist och debattör.

## Uppväxt
Vidal föddes på kadettsjukhuset på officershögskolan West Point men växte upp i Washington, D.C. Han var enda barnet till Eugene Luther Vidal (1895–1969), en pilot som grundade flera civila flygbolag, och till Nina S. Gore (1903–1978), en societetskvinna som var dotter till senator Thomas Gore. Fadern Eugene Vidal hade under en tid en romans med flygpionjären Amelia Earhart. Gore Vidals ursprungliga födelsenamn, Eugene Louis Vidal Jr, berodde på ett misstag från faderns sida; sonen skulle egentligen ha fått namnet Luther efter fadern - Louis byttes därför senare ut mot Luther, och efternamnet Gore (från moderns sida) lades också till. När Vidal var i tonåren bestämde han sig själv för att stryka sina två första namn, och helt enkelt kalla sig för endast Gore Vidal (han kom därmed att använda Gore som sitt förnamn, enligt honom själv som en hyllning till sin morfar, senatorn Thomas Gore, som han tillbringat mycket tid tillsammans med som pojke). Hans föräldrar skilde sig år 1935. Modern Nina Gore gifte sedan om sig med Hugh D. Auchincloss, en förmögen man inom den amerikanska societeten. Efter att ha tagit examen vid Phillips Exeter Academy tog Vidal värvning i det amerikanska arméflyget och tjänstgjorde under andra världskriget.

## Romaner och manus

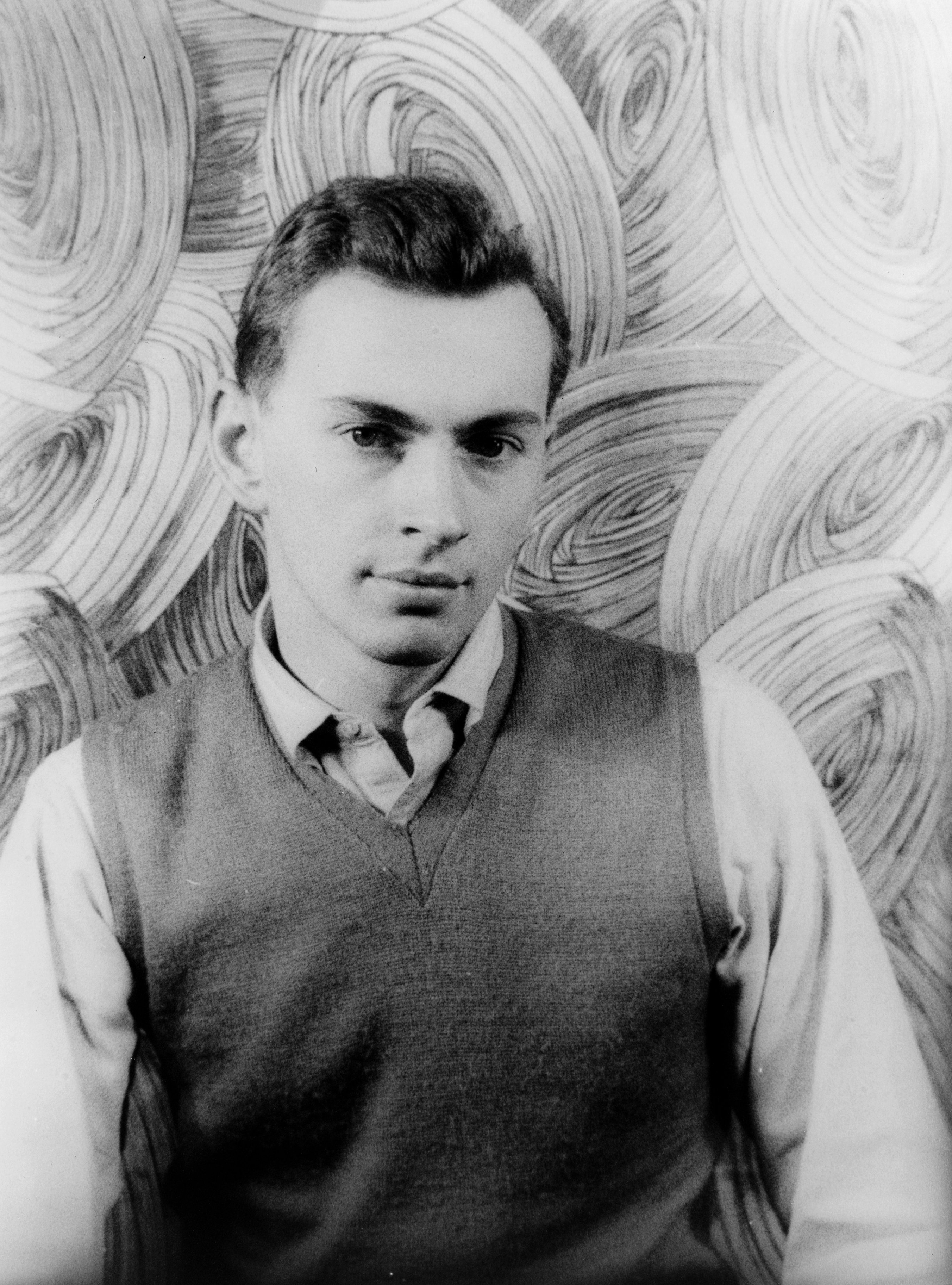
Gore Vidal 1948 (Foto: Carl Van Vechten).

Vidal publicerade sin första roman Williwaw år 1946. År 1948 publicerades hans roman The City and the Pillar, som blev kontroversiell för sin skildring av homosexualitet. Under 1950-talet började han arbeta som manusförfattare och skrev bland annat manus till filmerna Ben-Hur och Plötsligt i somras (båda från 1959). Han skrev även två framgångsrika Broadwaypjäser, The Best Man och Visit to a Small Planet. Senare skrev han även manus till den kontroversiella filmen Caligula (1979; efter dispyter med regissören Tinto Brass försökte Vidal få bort sitt namn från filmen), och filmen Myra Breckinridge (1970) är baserad på en kontroversiell roman (från 1968) av Vidal. På senare år tog hans filmkarriär en annan inriktning, nämligen med enstaka skådespelarroller, i filmer som Bob Roberts, Gattaca och Igby Goes Down.

## Politiskt engagemang
Ett av Vidals grundläggande intressen var politik, och han ställde även upp i politiska val som demokrat (1960 som kandidat i delstaten New York, och 1982 som senatorskandidat i Kalifornien). Mot slutet av sitt liv var han starkt kritisk mot George W. Bush och USA:s utrikespolitik som han ansåg vara imperialistisk. Detta skrev han om, bland annat i böcker och essäsamlingar som Evigt krig för evig fred och Dreaming War: Blood for Oil and the Cheney-Bush Junta.

## Vidal som historiker
Vidal skrev även en serie romaner om amerikansk historia. Förutom i filmmanuset till Caligula, skildrade han romarriket även i romanen Julian, som handlar om den siste icke-kristne kejsaren Julianus. Antiken förekom även i några av hans andra romaner. Vidal var ateist och religion är ett vanligt tema och föremål för satir i hans författarskap.

## Privatliv
Vidal var en kort tid förlovad med skådespelerskan Joanne Woodward innan hon gifte sig med Paul Newman. År 1950 träffade Vidal sin livspartner, Howard Austen, som dog 2003. Under lång tid bodde Vidal växelvis i Los Angeles i Kalifornien och i Ravello på Amalfikusten i Italien. År 2003 sålde han sitt hus i Italien. Vidal avled den 31 juli 2012, i sviterna av en lunginflammation.